# Porrhomma microps
Porrhomma microps là một loài nhện trong họ Linyphiidae.
Loài này thuộc chi Porrhomma. Porrhomma microps được Carl Friedrich Roewer miêu tả năm 1931.